# Sociologie historique du politique
La sociologie historique du politique est un sous champ disciplinaire de la sociologie, qui regroupe un ensemble de travaux qui cherchent à rendre compte des phénomènes politiques à travers une approche historique. On trouve parfois l’expression de « socio-histoire », ou encore « sociologie historique ». Elle ne se confond pas avec l’histoire sociale, ni avec l’histoire politique, en ce qu’elle vise un niveau de généralité et de théorisation plus élevé.

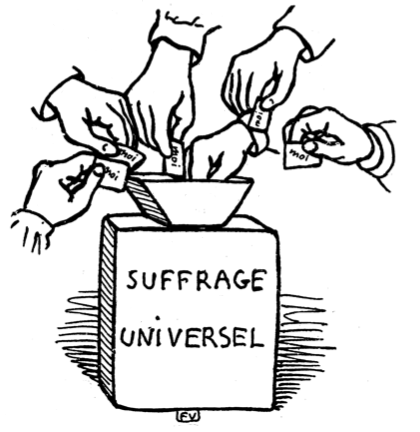
Caricature du suffrage universel.

Ses objets de prédilection sont la genèse de l’État et de la Nation, la construction du suffrage universel et la professionnalisation de l’activité politique.

## Travaux en anglais
Les travaux anglophones de sociologie historique du politique empruntent à la sociologie comparative et à l’institutionnalisme historique. Cette tradition s’est en particulier développée en réaction au fonctionnalisme dominant dans l’après-guerre. Elle visait ainsi, initialement, à mettre en avant l’historicité de tous les phénomènes sociaux et en particulier politiques, qui sont par conséquent irréductibles à une analyse en termes de fonction. 
La sociologie historique anglophone met ainsi en avant le concept de trajectoire historique qui souligne que chaque société suit un sentier marqué par des irréversibilités dus à des moments historiques précis (théorie de la "path-dependence"), qui expliquent sa situation présente. Ces études envisagent donc les problèmes au niveau macrosociologique et sur échelle de longue durée.
Cette tradition a été en particulier marquée par les travaux de Barrington Moore, Charles Tilly et Theda Skocpol. Leurs travaux cherchent en particulier à comprendre comment sont nés les États occidentaux et pourquoi la démocratie y a été développée.

## France
En France, l'introducteur de la sociologie historique est Raymond Aron, qui consacre, dès 1935, un chapitre entier de son ouvrage La Sociologie allemande contemporaine, à la sociologie historique de Max Weber. Utilisée pour penser le politique, aussi en interne que sur la scène internationale, la sociologie d'Aron est de manière explicite une sociologie historique du politique. Son projet et sa méthodologie sera repris par de nombreux élèves d'Aron, comme Jean Baechler, Claude Lefort, et dans une moindre mesure Raymond Boudon, Jean-Pierre Derriennic ou le criminologue Maurice Cusson. Notons également l'apport de l'ethnologue Eric de Dampierre, proche d'Aron au Centre de sociologie européenne, qui traduisit pour la première fois en français les principales œuvres de Weber en français pendant les années 1960. C'est également Jean Baechler qui introduisit une des grandes figures internationales de la sociologie historique, en faisant traduire Norbert Elias dans sa collection, "Archives de Sciences Sociales", chez Calmann-Lévy.  
D'autres travaux plus récents, marqués par le constructivisme, se sont développés dans le sillage des travaux de Pierre Bourdieu, d'ailleurs assistant puis collaborateur d'Aron pendant près d'une décennie au Centre de Sociologie Européenne. Ces travaux ont, en particulier, étudié la naissance du suffrage universel (Michel Offerlé, Alain Garrigou, Yves Déloye), mettant en avant le caractère historiquement construit de celui-ci, notamment la construction de la citoyenneté sur un temps long.